# C-41 (Licenciado Carlos A. Madrazo)
C-41 (Licenciado Carlos A. Madrazo) es una localidad del municipio de Huimanguillo ubicado en la subregión de la Chontalpa del estado mexicano de Tabasco.

## Geografía
La localidad de C-41 (Licenciado Carlos A. Madrazo) se sitúa en las coordenadas geográficas 17°55′23″N 93°26′53″O / 17.923056, -93.448056, a una elevación de 19 metros sobre el nivel del mar.

## Demografía
Según el Conteo de Población y Vivienda 2020, efectuado por el Instituto Nacional de Estadística y Geografía, la localidad de C-41 (Licenciado Carlos A. Madrazo) tiene 3,973 habitantes, de los cuales 1,976 son del sexo masculino y 1,997 del sexo femenino. Su tasa de fecundidad es de 2.6 hijos por mujer y tiene 971 viviendas particulares habitadas.
| Gráfica de evolución demográfica de C-41 (Licenciado Carlos A. Madrazo) entre 1980 y 2020 |
|                                                                                           |
| INEGI.                                                                                    |